# Gällockprickfisk
Gällockprickfisk (Lampanyctus intricarius) är en djuphavsfisk i familjen prickfiskar som finns i Atlanten med undantag av tropikerna.

## Utseende
En avlång fisk med höga rygg- och analfenor samt en liten fettfena. Den har ett stort, trubbigt huvud med kraftig mun och stora ögon, samt två lysorgan på vardera sidans gällock och kind. Rygg- och analfenorna har endast mjukstrålar, 14 till 16 i ryggfenan och 17 till 20 i analfenan. Arten kan som mest bli 20 cm lång.

## Vanor
Gällockprickfisken  lever pelagiskt men relativt nära bottnen på större djup. mellan 550 och 750 m under dagen. Nattetid söker den sig dock till högre vattenlager, 40 till 550 m (med ungfiskar i de högre delarna).  Födan består av djurplankton.

## Utbredning
Utbredningsområdet omfattar norra Atlanten mellan 65° och 32°N (Island och Brittiska öarna till Mauretanien). Den håller sig främst till de östra delarna och är sällsynt väster om 50°V. Den finns dessutom i södra Atlanten från 46°S till början av den subtropiska zonen; i östra delen går den dock längre norrut till omkring 18°S.